# Batsaichany Tegschbajar
Batsaichany Tegschbajar (mongolisch Батсайханы Тэгшбаяр; * 1. Juni 1998 in Asgat) ist ein mongolischer Radrennfahrer.

## Sportlicher Werdegang
Tegschbajar fuhr von Kindesbeinen an Fahrrad und wurde 2011 Provinzmeister von Süchbaatar-Aimag. 2015 wurde er nach einem Lehrgang in Südkorea zum Centre Mondial du Cyclisme (CMC) in Aigle eingeladen, wo er erstmals mit Bahnradsport in Kontakt kam. Er nahm an den Bahnradsport-Weltmeisterschaften der Junioren 2016 teil und gewann die Goldmedaille im Scratch. Er ist damit der einzige Mongole, der jemals eine Medaille bei Radsport-Weltmeisterschaften gewann.
In der Elite gewann er 2018 wie 2019 Medaillen bei den Asien-Meisterschaften im Bahnradsport. 2019 erhielt er einen Profivertrag bei Ferei Pro Cycling, einem ukrainisch-belarussischen Kontinentalteam, und konzentrierte danach auf seine Karriere im Straßenradsport. In diesem Bereich war er 2018 mit dem CMC Nachwuchsrennen in Europa gefahren und 2018 und 2019 jeweils mongolischer U23-Meister im Einzelzeitfahren geworden. Für Ferei fuhr er hauptsächlich Rennen in Asien.
Nachdem Tegschbajar infolge der Corona-Pandemie zwei Jahre lang fast keine Rennen fahren konnte, war er 2022 für das mongolische Entwicklungsteam von Ferei aktiv. 2023 wechselte er zum thailändischen Team Roojai Insurance. Für diese gewann er die Tour of Thailand sowie eine Reihe von Rennen außerhalb des UCI-Kalenders in Thailand und der Volksrepublik China. 2024 gewann er die erste Etappe sowie die Gesamtwertung der usbekischen Tour of Bostonliq.

## Erfolge

### Bahn
2016
 Weltmeister (Junioren) – Scratch
2018
 Asien-Meisterschaften – Scratch
2019
 Asien-Meisterschaften – Scratch

### Straße
2018
 Mongolischer Meister (U23) – Einzelzeitfahren
2019
 Mongolischer Meister (U23) – Einzelzeitfahren
2022
 Asien-Meisterschaften – Mannschaftszeitfahren (mit Bilguunjargal Erdenebat, Sainbajaryn Dschambaldschamts und Maral-Erdene Batmunkh)
2023
Gesamtwertung und eine Etappe Tour of Thailand
2024
Gesamtwertung und eine Etappe Tour of Bostonliq